# Кротов Віктор Васильович
Віктор Васильович Кротов (29 грудня 1912, місто Перм, Російська імперія — 3 жовтня 1986, місто Москва, СРСР) — радянський державний діяч, міністр енергетичного машинобудування СРСР, директор «Уралмашу», голова Середньоуральського раднаргоспу. Кандидат у члени ЦК КПРС у 1961—1966 і 1976—1981 роках. Член ЦК КПРС у 1981—1986 роках. Депутат Верховної Ради СРСР 9—10-го скликань. Герой Соціалістичної Праці (28.12.1982).

## Життєпис
Народився в родині робітника. З 1926 року працював учнем слюсаря машинобудівного заводу імені Леніна в Пермі.
У 1929—1933 роках — учень Пермського індустріального технікуму.
У 1933—1934 роках — майстер цеху машинобудівного заводу імені Леніна в Пермі.
У 1934—1936 роках — у Червоній армії.
У 1936—1939 роках — заступник механіка, механік, у 1939—1942 роках — начальник відділення, начальник цеху, в 1942—1943 роках — заступник начальника механоскладального виробництва, в 1943—1945 роках — начальник механоскладального виробництва — заступник головного інженера машинобудівного заводу імені Леніна в місті Пермі (Молотові).
Член ВКП(б) з 1944 року.
У 1945—1955 роках — директор заводу «Дальдизель» в місті Хабаровську.
У 1955—1957 роках — директор заводу імені Калініна в місті Свердловську.
У 1957 році закінчив заочно Уральський політехнічний інститут імені Кірова, інженер-механік.
У 1957—1958 роках — начальник 5-го управління — заступник голови Ради народного господарства (раднаргоспу) Свердловського економічного адміністративного району.
У 1958—1963 роках — директор Уральського заводу важкого машинобудування імені Серго Орджонікідзе («Уралмашу») в місті Свердловську.
У 1963—1965 роках — голова Ради народного господарства (раднаргоспу) Середньоуральського економічного району.
27 квітня — 2 жовтня 1965 року — голова Державного комітету важкого, енергетичного і транспортного машинобудування при Держплані СРСР — міністр СРСР.
У 1965—1966 роках — заступник міністра, в 1966—1975 роках — 1-й заступник міністра важкого, енергетичного і транспортного машинобудування СРСР.
28 травня 1975 — 9 грудня 1983 року — міністр енергетичного машинобудування СРСР.
Указом Президії Верховної Ради СРСР від 28 грудня 1982 року за великі заслуги перед Радянською державою в розвитку енергетичного машинобудування і в зв'язку з сімдесятиріччя з дня народження Кротову Віктору Васильовичу присвоєно звання Героя Соціалістичної Праці з врученням ордена Леніна і золотої медалі «Серп і Молот».
З грудня 1983 року — персональний пенсіонер союзного значення в Москві.
Помер 3 жовтня 1986 року. Похований в Москві на Кунцевському цвинтарі.

## Нагороди і звання
- Герой Соціалістичної Праці (28.12.1982)
- три ордени Леніна (9.07.1966, 6.09.1976, 28.12.1982)
- орден Жовтневої Революції (25.08.1971)
- орден Вітчизняної війни І ст. (28.06.1945)
- два ордени Трудового Червоного Прапора (5.01.1944, 6.03.1962)
- орден Дружби народів (29.12.1973)
- орден «Знак Пошани» (3.01.1941)
- медалі
- Державна премія СРСР (1969)